# Marat Sarulu
Marat Sarulu (Марат Сарулу) (Talas (Kirguizstan), 26 de setembre de 1957 - 9 de març 2023) fou un director i guionista kirguís.

## Biografia
Va estudiar filologia a la Universitat de Bixkek després cinema a Moscou fins al 1984.
Va començar coescrivint el guió de la pel·lícula The Adoptive Son d'Aktan Abdykalikov. Després es va dedicar a la direcció amb una pel·lícula d'animació, un primer llargmetratge i després un curtmetratge. La seva pel·lícula Altyn Kyrghol va rebre el Cyclo d'or al novè FICA de Vesoul.

## Filmografia
- 1989 : Praying for the Virgin Bird (pel·lícula d'animació)
- 1993 : In Spe
- 1998 : Mandala (documental)
- 2001 : Ergii
- 2001 : Altyn Kyrghol
- 2004 : Burnaja reka, bezmiateznoje more
- 2009 : Pesni Iujnikh Morei
- 2014 : Pereezd

## Premis
- Festival dels Tres Continents 2002 : Montgolfière d'or per Altyn Kyrghol
- Festival Internacional dels Cinemes d'Àsia 2003 : Cyclo d'or pour Altyn Kyrghol
- Festival de Cinema Nits Negres de Tallinn 2014: millor director per Pereezd
- Asian Film Festival Barcelona, 2015: Menció especial per Pereezd[4]